# Marang (district)
Marang is een district in de Maleisische deelstaat Terengganu.
Marang telt 83.165 inwoners op een oppervlakte van 667 km².